# عبد الله هزيل
عبد الله هزيل (ولد في 27 ديسمبر 1919 بمدينة غليزان وتوفي في 19 يناير 2004) هو ملاكم جزائري أثناء الحقبة الإستعمارية. وشارك في الثورة التحريرية الجزائرية.

## حياته
ولد عبد الله هزيل من مواليد 27 ديسمبر 1919 بمدينة غليزان، حيث نشأ بالحي الشعبي العريق فيلاج سبنيول، وهاجر لفرنسا من أجل العمل وكانت له نزالات في الملاكمة مع أبطال مشهورين
وكان من مؤسسي فريق السباحة بالمدينة تحت مسمى النادي المسلم للسباحة غليزان NCMR المنافس لفريق CNR .الذي أشتهر بالكرة المائية ، حيث تعرض النادي إلى عقوبة بعدم سماح له مزاولة تدريباته بمسبح البلدي لـ مدينة غليزان بعد تدخل الجهات العليا سمح له بمزاولة تدريباته .

## نشاطه الثوري
لقد إلتحق سنة 1959 بالثورة الجزائرية حيث إشتغل مسؤول الإتصال والإعلام بـ منطقة المناور ، كما شارك رفقة رفقاء السلاح في معركة التنافير .

## مشواره في الملاكمة
مارس عبد الله هزيل رياضة الملاكمة بمدينة غليزان وبعد هجرته لفرنسا كانت له الفرصة أن يواجه ملاكمين من الطراز العالمي ومن أبرزهم 
| تاريخ المقابلة | مكان المقابلة           | الخصم         |
| -------------- | ----------------------- | ------------- |
| 20-07-1946     | ملعب الحبيب بوعقل وهران | بنوسان        |
| 09-03-1948     | تونس                    | آرثر رييلا    |
| 26-09-1948     | هينين ليتارد فرنسا      | شارلز هولمز   |
| 24-02-1949     | لاوون فرنسا             | جيلبار لافوين |
| 06-03-1949     | فينيسيان فرنسا          | جيلبار أوسان  |

## وفاته
بعد مسيرة رياضية حافلة بالإنجازات توفي يوم 19 يناير 2004 بمدينة غليزان وأصبح يعرف بعميد الملاكمة الغيليزانية.[بحاجة لمصدر]